# Şahnahan, Yeşilyurt
Şahnahan là một thị trấn thuộc thành phố Malatya, tỉnh Malatya, Thổ Nhĩ Kỳ. Dân số thời điểm năm 2011 là 3.432 người.